# Robert Cohen (Schriftsteller)
Robert Cohen (* 13. April 1941 in Zürich) ist ein Schweizer Filmregisseur, Literaturwissenschaftler und Schriftsteller.

## Leben und Werk
Robert Cohen ist der jüngere Sohn von Mimi und Victor N. Cohen. Der Vater war nach dem Zweiten Weltkrieg als Journalist für Gewerkschaftszeitungen und sozialdemokratische Wahl- und Abstimmungskampagnen tätig. Die Eltern gehörten während Bertolt Brechts Aufenthalt in Zürich (1947–1948) zu seinem Freundeskreis. Später leitete Victor Cohen eine international erfolgreiche Werbeagentur.
Robert Cohen besuchte das kantonale Gymnasium in Zürich (Matura 1960). Von 1962 bis 1964 studierte er an der französischen Filmhochschule IDHEC (Institut des Hautes Études Cinématographiques) in Paris. Als Filmregisseur bei der Firma Topic Film in Zürich realisierte er von 1964 bis 1976 Industrie-, Werbe- und TV-Filme, für die er mehrfach ausgezeichnet wurde. Er war Vorstandsmitglied des Schweizerischen Filmzentrums und des Verbandes Schweizerischer Filmproduzenten. Ende 1976 gab er die Filmarbeit auf und verbrachte ein Jahr als Tauchlehrer in der Karibik.
Seit Beginn der 1980er Jahre lebt Cohen mit der Psychologin Jenna Osiason in den Vereinigten Staaten. 1984 begann er ein Germanistikstudium an der New York University, das er mit einer Dissertation über Peter Weiss’ Ästhetik des Widerstands abschloss. Von 1991 bis 2012 lehrte er am German Department der New York University. Cohen hat mehrere Monographien zu Peter Weiss veröffentlicht, darunter Peter Weiss in seiner Zeit (1992), die erste umfassende Darstellung von Weiss’ Leben und Werk, sowie zahlreiche wissenschaftliche Aufsätze zur deutschen Literatur des 20. Jahrhunderts. Er ist Mitglied des Beirats der Theoriezeitschrift Das Argument und Kuratoriumsmitglied des Berliner Instituts für kritische Theorie (InkriT).
2009 veröffentlichte Cohen den Epochenroman Exil der frechen Frauen über das Exil während der Zeit des Nationalsozialismus. Im Zentrum stehen drei Frauen: die Schriftstellerin und Journalistin Maria Osten, die Jugendbuchautorin Ruth Rewald und die Münchner Jüdin und Kominternagentin Olga Benario. Cohens zweiter Roman, Die Unbeschwerten (2010), erzählt vom Leben in einem Feriendorf in der Karibik Ende der 1970er Jahre. Eine Reise von Anna Seghers nach Brasilien bildet den Rahmen der Novelle Anna Seghers im Garten von Jorge Amado (2021).
2013 gab Cohen unter dem Titel Die Unbeugsamen den Briefwechsel aus Gefängnis und KZ zwischen Olga Benario und ihrem brasilianischen Lebenspartner Luís Carlos Prestes heraus, 2016 erschien das Buch Der Vorgang Benario. Die Gestapo-Akte 1936–1942.

## Filmografie (Auswahl)
- 1968: The Other Side of Summer (16 mm/45 Min.)
- 1969: DD A N A C H (35 mm/12 Min.)
- 1969: Die Grossen Zelte (16 mm/60 Min.) Auszug bei Circopedia: http://www.circopedia.org/Nikolai_Olkhovikov_Video_(1968)
- 1971: Harfe und Sirte (16 mm/20 Min.)
- 1974: Die Zeit der Traube (16 mm/30 Min.)
- 1975: Schliesslich sind alte Leute auch Menschen (16 mm/30 Min.)

## Filmische Auszeichnungen
- 1970: 1. Preis für den experimentellen Kurzfilm DD A N A C H am Experimentalfilmfestival in Córdoba (Argentinien)
- 1970: Prädikat «Besonders wertvoll» der Filmbewertungsstelle Wiesbaden, für DD A N A C H
- 1970: Filmpreis der Stadt Zürich (Scotonipreis), für DD A N A C H
- 1972: 1. Preis «Goldene Ähre» am 7. Internationalen Agrarfilmfestival Berlin, für den Auftragsfilm Harfe und Sirte
- 1973 Filmpreis der Stadt Zürich für Harfe und Sirte

## Bücher

### Wissenschaftliche Werke
- Versuche über Weiss’ «Ästhetik des Widerstands». Peter Lang, Bern 1989.
- Bio-Bibliographisches Handbuch zu Peter Weiss’ «Ästhetik des Widerstands». Argument Verlag, Berlin 1989.
- Peter Weiss in seiner Zeit. Leben und Werk. Metzler Verlag, Stuttgart 1992.
- Understanding Peter Weiss. University of South Carolina Press, Columbia, South Carolina 1993. («Outstanding Academic Book Award» der US-Fachzeitschrift Choice 1994)

### Literarische Werke
- Exil der frechen Frauen. Roman. Rotbuch Verlag, Berlin 2009, ISBN 978-3-86789-057-1.[3]
  - Taschenbuchausgabe: Unionsverlag, Zürich, 2020. ISBN 978-3293208742.
  - El exilio de las mujeres atrevidas. Übersetzung von Jesús de la Hera. La Oveja Roja, Madrid 2018, ISBN 978-84-16227-20-4.
- Die Unbeschwerten. Roman. Rotbuch Verlag, Berlin 2010, ISBN 978-3-86789-093-9.
- Der Vorgang Benario. Die Gestapo-Akte 1936–1942. edition berolina, Berlin 2016, ISBN 978-3-95841-041-1.
- Abwendbarer Abstieg der Vereinigten Staaten unter Donald Trump. Das New Yorker Tagebuch. Wallstein Verlag, Göttingen 2019, ISBN 978-3-8353-3471-7.
- Anna Seghers im Garten von Jorge Amado. Eine Novelle. Faber & Faber, Leipzig 2021, ISBN 978-3-86730-211-1.
  - Neuausgabe: Edition im Atelier, Wien 2025, ISBN 978-3990651346.

### Herausgeberschaft
- Peter Weiss: Marat/Sade, The Investigation, and The Shadow of the Body of the Coachman. Continuum, New York 1998.
- Anna Seghers: Erzählungen 1948–1949. Werkausgabe Band II/3. Aufbau Verlag, Berlin 2012.
- Olga Benario / Luiz Carlos Prestes: Die Unbeugsamen. Briefwechsel aus Gefängnis und KZ. Wallstein, Göttingen 2013.